# Galina
Galina je ženské jméno vycházející ze starořeckého jména Galéné (Γαλήνη). Řecké vychází z Γαλήνη galéné „klid (moře, větru)“, jež bylo také jménem bohyně klidného moře, má svůj mužský protějšek Galénos a novořeckou podobu Galini (Γαλήνη). Variantou tohoto jména je Halina.
Podobně znějícím jménem je španělské Gala, jež je ženskou variantou latinského Gallus (česky Havel), což bylo jedno z římských cognomen a zároveň homonymické označení pro člověka z Galie.
Mezi jazykové varianty jména patří:
- běloruština: Halina (Галіна)
- bulharština: Galina (Галина) (Galena (Галена)
- makedonština: Galena (Галена)
- polština: Halina
- ruština: Galina (Галина), zdrobněliny Gala (Гала) a Galja (Галя)
- ukrajinština: Halyna (Галина)

V českém kalendáři má Galina jmeniny od roku 2012 16. října, v letech 1957-1994 jmeniny spadaly na 2. října. Mezi české domácí podoby náleží Gala, Galka, Galuš(ka), Galinka a Galča.

## Významné Galiny
- Galina Miklínová, česká režisérka a ilustrátorka
- Galina Starovojtovová, ruská politička
- Galina Timčenková, ruská novinářka
- Galina Fleischmannová, česká malířka